# Pop punk

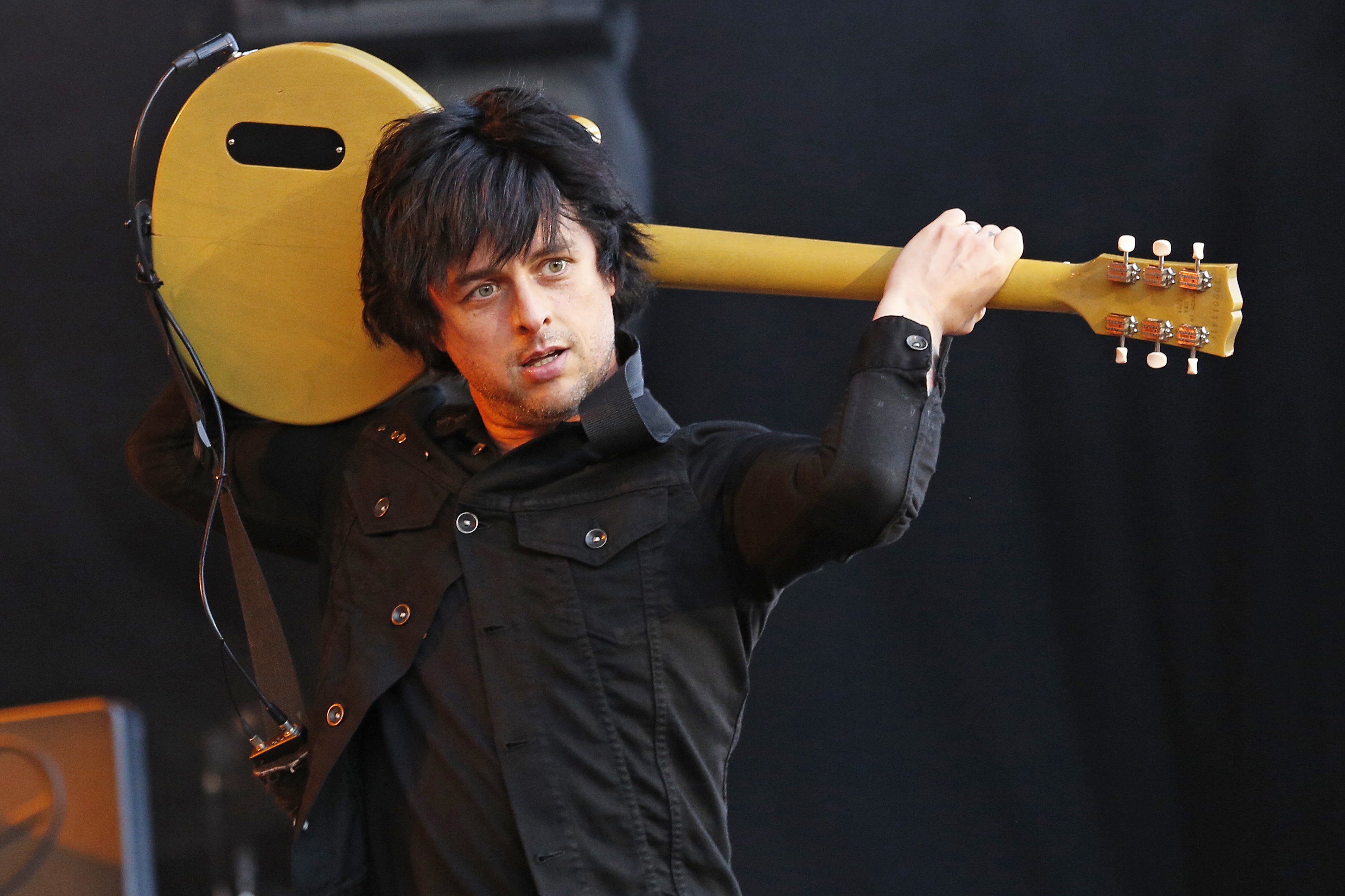
Billie Joe Armstrong z Green Day.

Pop punk (někdy také Kinder punk) je hudební žánr spojující prvky punk rocku a popu. Je pro něj typické spojovaní chytlavých melodií s punkově rychlým tempem a říznými kytarami. Spojení pop-punk lze někdy chápat i negativně – část punkové komunity tak označuje punk rockové skupiny, které jsou dle jejich názoru komerční.

## Historie

### Počátky
Jeho kořeny lze sledovat až do 70. let k vůbec první punkové kapele Ramones. Britské kapely jako Buzzcocks, Undertones nebo The Boys svou hudbu ještě více zjemnily a lze je považovat za jedny z prvních opravdu pop-punkových skupin. Další vývoj stylu proběhl v USA, kde Descendents, The Vandals a především Bad Religion připravily cestu dnešnímu pop-punku.

### Mainstreamový průlom
V únoru 1994 vydali Green Day album Dookie, kterým spustili vlnu zájmu o pop-punk. Brzy po Dookie vyšlo album Smash od Offspring. Ačkoliv Green Day nebo Offspring přešli k major labelům, našly se i kapely (například Bad Religion, NOFX nebo Rancid), které lukrativní nabídky odmítly a zůstaly u nezávislých vydavatelství – například u Fat Wreck Chords nebo u Epitaphu.
V roce 1999 vyšlo album Enema of the State, které díky patnácti miliónům prodaných nosičů udělalo z Blink 182 jednu z nejznámějších pop-punkových skupin.
Poté se pop-punk dostal znovu na vrchol hitparád s albem American Idiot (2004) od Green Day.

## České a slovenské kapely
- Skupina Wotazník
- 3day
- Criminal Colection
- Dirty Way
- Exots
- Fishing Strip
- Hot Pants
- Iné Kafe
- Jaksi Taksi (současná tvorba)
- Rybičky 48
- Franc Alpa
- Mandrage (starší tvorba, zejména první album)
- Zoči Voči
- Známe Tváre
- Selfish
- Koblížc!
- Donaha
- The Clippers
- Cookies (Kapela)
- We On The Moon
- Nouzovej východ
- Daily Project
- 8 Setin Bez Jídla
- Náhodný výběr
- zakázanÝovoce
- Just for being
- Pilot Season
- Things Like That
- Vzhůru a níž
- Bitter Season
- Red Feed

## Zahraniční kapely
- Hey Violet
- NOFX
- Avril Lavigne
- Box Car Racer
- Fall Out Boy
- All Time Low
- Bowling for Soup
- Blink 182
- The Boys
- The Buzzcocks
- Pennywise
- Gob
- Good Charlotte
- Green Day
- MXPX
- Mayday Parade
- My Chemical Romance
- Mest
- New Found Glory
- The Offspring
- P!nk
- Simple Plan
- Sum 41
- The Veronicas
- Yellowcard
- Paramore
- Neck Deep